# Sestertie

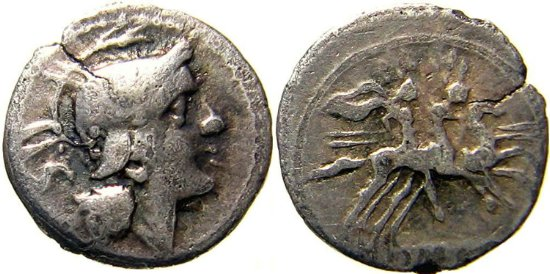
Exempel på sesterie i silver.

Sestertie (latin sestertius, vanligen förkortat HS) var under romerska republiken ett litet silvermynt och under kejsartiden ett mässingsmynt. Namnet är en sammandragning av semis-tertius som betyder halvtredje as efter dess värde 2 ½ as (senare värde 4 as), vilket var en fjärdedels denar. Sestertien var också det vanliga romerska räknemyntet.